# キャラメル シナモン ポップコーン
『キャラメル シナモン ポップコーン』は、吉住渉による日本の漫画作品。『Cocohana』（集英社）にて、2019年12月号より連載されている。作者と担当編集者による略称は「CCP」。話数のカウントは「epi」。

## あらすじ
外資系映画会社で宣伝プロデューサーとして働く栞菜は、趣味や仕事が充実しているため、彼氏が欲しいと考えていなかった。ある日、どうしてもバスクチーズケーキが食べたくなった栞菜は、部屋着のままコンビニに向かい、最後の1つだったバスクチーズケーキを瀬那に譲ってもらう。翌日、コンビニへ行った帰りに痴漢に襲われるが、瀬那に助けてもらう。瀬那のことばかり考えていた栞菜は、コンビニで会えずに悩んでいたが、映画のイベントで再会し、連絡先を交換する。瀬那に恋をした栞菜は恋愛を楽しんでいたが、ストーカーに悩んでおり、瀬那に相談する。犯人は栞菜に憧れていた中学生・音羽侑聖だったが無事解決し、その礼として栞菜は瀬那を食事に誘う。食事の帰りに瀬那に告白をした栞菜は、彼から頭にキスをされる。その後瀬那と会えずにいたが、偶然コンビニで会った際に交際することになる。彼女になったものの、互いの仕事の都合により会えずにいた。久々に会えることになり、瀬那の家に招かれ、彼の同居人である瑠珂を紹介される。瑠珂に瀬那はモテるという話を聞いた栞菜は不安になるが、瀬那に事情を聞き解決する。瑠珂はストーカー被害に遭っており、瀬那が彼を守ろうとしていると栞菜は知る。瀬那のマンションから出てきたところを瑠珂のストーカーに目撃された栞菜は、彼女から狙われるようになる。

## 登場人物
宝生 栞菜（）
主人公。26歳の女性。映画の仕事をしたいために就職した外資系映画会社で、web担当から念願だった宣伝プロデューサーとして働いている。
瀬那 元晴（）
職業はボディーガード。27歳のイケメン。人の顔を覚えるのが得意。過去に空手をやっていたため、強い。大学卒業後は会社員をしていたが、中学の先輩に誘われボディーガードになった。
三角 瑠珂（）
瀬那の同居人。大人気アイドル。瀬那に対して恋愛感情を抱いていない。
朝比奈 和（）
栞菜の同期で、映画企画部に所属。大学時代から交際していた彼氏がいたが、結婚する気になれず破局。
神代（）
栞菜の同期で、栞菜と同じ宣伝プロデューサー。

## 制作背景

### 制作
吉住は漫画を制作する際に、作品のテーマを「いつもあまり考えてない」といい、「仕事や勉強の合間に楽しく読んでもらえればな」と思いながら執筆している。話の展開について、「人に話してしまうとすごくつまらなく感じて自分のテンションが下がってしまう」ため、吉住は担当編集者と相談せずに描いている。
吉住自身が「素直な性格」であるため、栞菜と瀬那が「大人なのに素直な性格」となっている。「大人になっても高校生の時と恋愛感情自体はあまり変わらない気がする」と吉住は考えており、「リアルを追求する作風」でないこともあり、不自然にならない程度に「社会人のラブストーリー」を描いている。
以前は結末を考えるタイプであったが、「最近はあまり考えずに描き始めることが多い」という吉住は、本作の展開について「自分でもどうなるか分からない」が、「多少試練を作らなきゃいけない」と考えている。

### 登場人物について
瀬那の職業がボディーガードなのは、吉住の「親戚の結婚相手が海外セレブのボディーガードをしている」ことがきっかけである。話を聞き、「面白そうだったら作品に描ける」と考えた吉住であったが、本人から話を聞くことは出来なかった。別のボディーガードを紹介され、取材を行ったため、作品を描くことにしたという。ヒロインの職業を考えた際、ボディーガードと関わりのありそうな「映画会社に勤めている人」を思いついた。『ママレード・ボーイ』の実写映画で接点を持ったワーナー・ブラザースにも取材をしている。
栞菜と瀬那が「コンビニスイーツがきっかけ」で出会う、というアイデアは「普段スウェットを上下着ているような人が痴漢から助けてくれたり、ビシッとスーツを着ていたりしたらかっこいい」というギャップから吉住がイメージを湧かせ、「なんとなく思いついた」のだという。

## 書誌情報
- 吉住渉『キャラメル シナモン ポップコーン』集英社〈マーガレットコミックス〉、既刊4巻（2023年8月24日現在）
  1. 2020年6月25日発売[2][21]、ISBN 978-4-08-844357-7
  2. 2021年7月21日発売[22]、ISBN 978-4-08-844461-1
  3. 2022年9月22日発売[23]、ISBN 978-4-08-844678-3
  4. 2023年8月24日発売[24]、ISBN 978-4-08-844798-8